# Boguszyce (województwo pomorskie)
Boguszyce (kaszb. Bògùszëce, niem. Friedrichsfelde) – osada w Polsce położona województwie pomorskim, w powiecie słupskim, w gminie Dębnica Kaszubska. Wchodzi w skład sołectwa Łabiszewo.
Na 30 czerwca 2018 liczba mieszkańców wynosiła 18 osób.
W latach 1975–1998 miejscowość administracyjnie należała do województwa słupskiego.

## Nazwa
Nazwa miejscowości jest tzw. chrztem nazewniczym i ma charakter pseudopatronimiczny. Powstała przez dodanie do nazwy osobowej Bogusz formantu -ice. Pierwotna niemiecka nazwa Friedrichsfelde ma charakter pamiątkowy i jest złożeniem dwóch członów: nazwy osobowej Friedrich „Fryderyk” i nazwy pospolitej Feld „pole”. 
Rada Języka Kaszubskiego proponuje opartą na polskiej kaszubską formę nazwy Bògùszëce.